# شعيب أحمد (لاعب كريكت)
شعيب أحمد (19 نوفمبر 1987 بحيدر آباد في الهند - ) هو لاعب كريكت هندي.

## وصلات خارجية
- شعيب أحمد على موقع إي آس بي آن كريك إنفو (الإنجليزية)